# Zinkelmühle
Zinkelmühle ist ein Gemeindeteil des Marktes Thalmässing im Landkreis Roth (Mittelfranken, Bayern).

## Lage
Das Einöde liegt nördlich des Gredinger Gemeindeteils Großhöbing in der Gemarkung Kleinhöbing am Mühlbach nahe dessen Einmündung in die Thalach und deren Einmündung in die Schwarzach. Im Süden der Mühle führt in Ost-West-Richtung die Staatsstraße 2227 vorbei, von der eine Straße abzweigt, die in nördlicher Richtung zur 100 Meter entfernten Mühle führt. Östlich der Mühle verläuft die ICE-Trasse Ingolstadt–Nürnberg (nächster Bahnhof ist Allersberg) und die Bundesautobahn 9 (nächste Anschlussstelle ist Greding).

## Geschichte
Johann Kaspar Bundschuh erwähnt eine „Zingelmühle“ 1804 in Titting; vielleicht hatte ein Verwandter der dortigen Müllerfamilie die Mühle bei Großhöbing übernommen und so den Namen dorthin übertragen. Gegen Ende des Alten Reiches unterstand diese Höbinger Zinkelmühle bis 1796 hochgerichtlich dem brandenburg-ansbachischen, ab 1796 preußischen Landvogtei-Oberamt Stauf-Landeck. Bezüglich der Dorf- und Gemeindeherrschaft gehörte das Anwesen zu Kleinhöbing, kirchlich zur katholischen Pfarrei Großhöbing, wohin die Kinder auch zur Schule gingen.
Im Königreich Bayern (1806) kam die Zinkelmühle mit der Gemeinde Kleinhöbing zum Steuerdistrikt Waizenhofen. Mit dem Gemeindeedikt von 1818 wurde Kleinhöbing mit der Zinkelmühle eine Ruralgemeinde im Landgericht Raitenbuch, ab 1812 im Landgericht Greding. Der Mediziner Joseph Plank beschreibt die „katholische Einöde“ 1823 folgendermaßen: „Eben, frei, Wiesgrund, feucht, luftig, Bach- und Quellwasser, stein(iger) sumpf(iger) Boden, schlechte Wege.“ 1875 bestand die Mühle aus vier Gebäuden. Der Müller war gleichzeitig Ökonom mit drei Stück Rindvieh.
Am 1. Juli 1971 wurde die Gemeinde Kleinhöbing und damit auch die Zinkelmühle in den Markt Thalmässing eingegliedert. Heute ist das Anwesen ein Sägewerk. Dieses wurde Mitte 2013 durch Hochwasser überflutet.

### Einwohnerentwicklung
- 1823: 11 (1 Anwesen)[7]
- 1840: 7 (1 Haus, 1 Familie)[11]
- 1871: 3[9]
- 1900: „unbewohnt“[12]
- 1950: 5 (1 Anwesen)[7]
- 1961: 6 (1 Wohngebäude)[13]
- 1970: 18[14]
- 2015: 6[15]
- 2019: 6[16]

## Freizeit
Der Thalmässinger Wanderweg Nr. 5 führt an der Mühle vorbei.